# Louvrechy
Louvrechy település Franciaországban, Somme megyében. Lakosainak száma 198 fő (2022. január 1.). Louvrechy Ailly-sur-Noye, Chaussoy-Epagny, Chirmont, Mailly-Raineval, Sourdon és Thory községekkel határos.

## Népesség
A település népességének változása:
| Lakosok száma | 204  | 201  | 200  | 200  | 200  | 201  | 199  | 200  | 198  |
|               | 2013 | 2015 | 2016 | 2017 | 2018 | 2019 | 2020 | 2021 | 2022 |